# Bajanhongor (stad)
Bajanhongor (Mongools: Баянхонгор) is de hoofdstad van de gelijknamige ajmag (provincie) Bajanhongor in Mongolië. Het bestuur van de Sums (districten) van de ajmag Bajanhongor is ook in de stad gevestigd. De stad ligt op een hoogte van  1850 meter en heeft een bevolking van 26.252 personen (2006). In 2011 was het aantal inwoners toegenomen tot 28.219 personen.

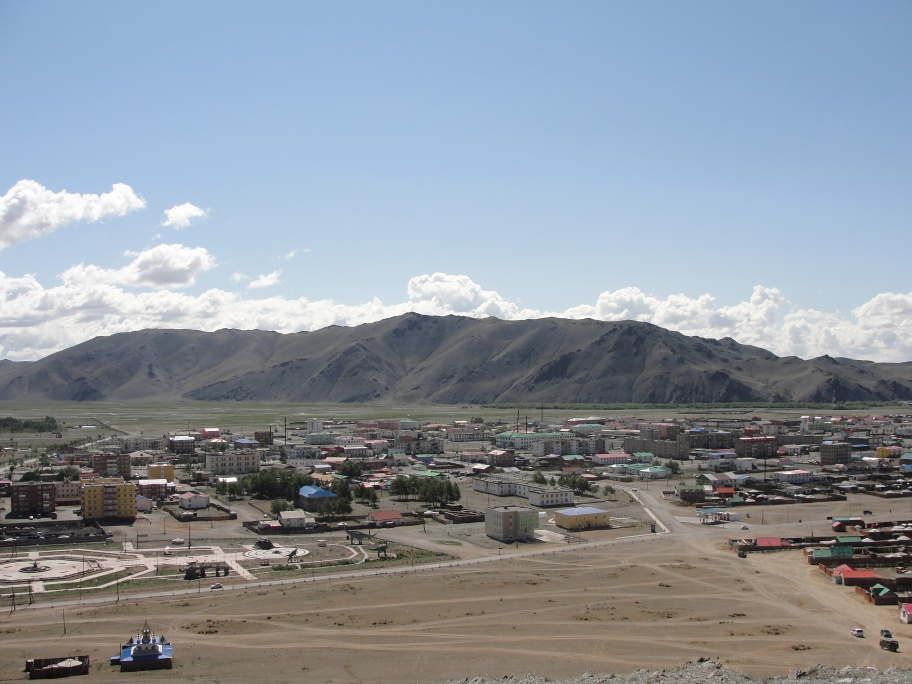
Bajanhongor met de berg Nomgon

## Klimaat
Bajanhongor heeft een koud steppeklimaat, code BSk volgens de klimaatclassificatie van Köppen, met een groot verschil tussen zomer- en wintertemperaturen. Door de hoge ligging is het er niet heel warm, de gemiddelde maximumtemperatuur in juli bedraagt 23,0°C; in januari -11,0°C. Het nachtelijk minimum in januari bedraagt gemiddeld - 23,5°C. De normale neerslaghoeveelheid bedraagt rond 200 mm per jaar, juli is de natste maand met 56 mm. Het aantal uren zon bedraagt 3200 per jaar.

## Bestuurlijke indeling
| # | naam                      | Mongoolse naam | Bevolking (eind 2006) | oppervlak (km²) | inwoners per km² |
| - | ------------------------- | -------------- | --------------------- | --------------- | ---------------- |
| 1 | Nomgon                    | Номгон         | 3.426                 | 10              | 343              |
| 2 | Erdenemandal              | Эрдэнэмандал   | 2.309                 | 12              | 192              |
| 3 | Duursakh                  | Дуурсах        | 2.753                 | 10              | 275              |
| 4 | Ugalz                     | Угалз          | 4.066                 | 11              | 370              |
| 5 | Tsagaan chuluut           | Цагаан чулуут  | 3.441                 | 10              | 344              |
| 6 | Gegeen shavi              | Гэгээн шавь    | 2.757                 | 11              | 251              |
| 7 | Tsakhir                   | Цахир          | 6,392                 | 7               | 913              |
|   | Bayanhongor-totaal        |                | 25.144                | 71              | 354              |
| 8 | Shargaljuut, Bajanhongor* | Шаргалжуут     | 1.444                 | ...             | ...              |

* Shargaljuut behoort tot de Bajanhongor sum jurisdictie. Shargaljuut ligt 54 km ten noordoosten van Bajanhongor-stad.

## Transport
Het vliegveld van Bajanhongor heeft twee banen, een ervan is verhard. Er zijn regelmatige vluchten op Ulaanbaatar. Over de weg is er driemaal per dag een lijndienst per bus.